# Euryoryzomys emmonsae
Euryoryzomys emmonsae, también conocido como ratón de Arrozal de Emmons u oryzomys de Emmons, es un roedor de la Amazonia brasileña del género Euryoryzomys de la familia Cricetidae. Inicialmente identificado erróneamente como E. macconnelli u O. nitidus, se describió formalmente en 1998. Es una especie de la selva tropical, que puede ser arborícola, escalador y roedor. Únicamente localizados en un área limitada al sur del río Amazonas, en el estado de Pará, una distribución que es aparentemente única entre los roedores muroideos de la región.
Euryoryzomys emmonsae es un ratón de arrozal relativamente grande, que pesa entre 46-78 g (1.6 a 2.8 oz), con una cola distintiva, pelaje relativamente largo de color marrón-rojizo, de cráneo esbelto y el foramen incisivo (aberturas en el hueso del paladar) amplio. El animal tiene 80 cromosomas y su cariotipo es similar al de otros Euryoryzomys. La evaluación de su estado de conservación esta registrada con "Datos Insuficientes", pero la deforestación puede representar una amenaza para esta especie.

## Taxonomía
En 1998, Guy Musser, Michael Carleton, los hermanos Eric, y Alfred Gardner revisaron la taxonomía de las especies previamente agrupadas bajo "Oryzomys capito" (ahora clasificado en los géneros Hylaeamys, Euryoryzomys, y Transandinomys). Describieron a la nueva especie Oryzomys emmonsae utilizando 17 muestras de tres localidades en el estado de Pará, en el norte de Brasil; estos animales habían sido previamente identificados como Oryzomys macconnelli (ahora Euryoryzomys macconnelli) y luego como Oryzomys nitidus (ahora Euryoryzomys nitidus). El nombre específico se le da en honor de Louise H. Emmons, quien entre otras contribuciones a la biología de los mamíferos neotropicales, consiguió tres de los ejemplares conocidos de la especie en 1986, incluyendo el holotipo. La nueva especie fue clasificada en el grupo "Oryzomys nitidus", que también incluyó O. macconelli, O. nitidus, y O. russatus.
En el 2000, James Patton, María da Silva, y Jay Malcolm hicieron un reporte sobre mamíferos encontrados en el Río Juruá, en el oeste de Brasil. En este informe proporcionaron información adicional sobre las especies Oryzomys revisados por Musser y colegas, incluyendo datos de la secuencia del gen mitocondrial para citocromo b. Su análisis reafirmó que O. emmonsae era una especie distinta y se encontró que era más cercano a O. macconnelli y O. russatus, que difieren tanto en un 12% en la secuencia del citocromo b; O. nitidus estuvo menos relacionado, difiriendo en un 14,7%. La diferencia promedio de la secuencia entre los tres O. emmonsae estudiados fue de 0,8%.
En 2006, un extenso análisis filogenético, morfológico y molecular de Marcelo Weksler mostró que las especies categorizadas en el género Oryzomys no formaban un solo grupo cohesivo (monofilético); por ejemplo, O. macconnelli, O. lamia (clasificado como O. russatus, por Muster y colegas) y O. rossatus  agrupan en un solo grupo natural (clado), pero no se encontró que estuvieran cercanamente relacionados con la especie tipo del "Oryzomys, el marsh rice rat (O. palustris). Más tarde, en 2006, Weksler y sus colegas describieron varios géneros nuevos para dar cabida a las especies previamente colocados en Oryzomys, entre los que estaba Euryoryzomys para el complejo "O. nitidus", incluyendo O. emmonsae. De este modo, la especie que ahora se conoce como  Euryoryzomys emmonsae. como una especie de Euryoryzomys, se clasifica dentro de la rama Oryzomyini ("rice rats"), que incluye más de un centenar de especies, principalmente de América Central y Del Sur. Oryzomyini a su vez es parte de la subfamilia Sigmodontinae de la familia Cricetidae, junto con cientos de otras especies, principalmente de roedores pequeños.

## Descripción
Euryoryzomys emmonsae es bastante grande,  la rata de arroz de cola larga con pelaje largo y suave. Los pelos de la espalda son de 8 a 10 mm (0,3 a 0,4 pulgadas) de largo. Por lo general se asemeja al E. nitidus en estos y otros rasgos, pero tiene una cola más larga. E. macconnelli es un poco más grande y tiene pelaje más largo y opaco. En E. emmonsae, las partes superiores son de color marrón rojizo, pero se obscurece en la cabeza ya que muchos pelos tienen puntas negras. El pelo inferior es de color gris en la base y blanco en las puntas; en general, tiene una apariencia blanca. En la mayoría de los especímenes, hay un lunar en el pecho, donde las bases grises están ausentes. El más largo de las vibrisas (bigotes) de la cara se extienden ligeramente más allá de las orejas. Los párpados son de color negro. Las orejas están cubiertas de pequeños pelos de color marrón amarillento y en general de color marrón oscuro. Los pies están cubiertos de pelo blanco por encima y marrones por debajo. Hay seis almohadillas en la superficie plantar, pero la hipotenar se reduce. Los mechones ungueales, mechones de pelo que rodean las bases de las garras, están bien desarrolladas. La cola tiene el mismo color que el cuerpo por encima, y sobre todo blanco por debajo, pero en los 10 mm (0,4 in) más cercana a la punta de la cola es de color marrón.
En comparación con E. nitidus  y E. macconnelli, el cráneo es relativamente pequeño y delgado. Tiene forámenes incisivos (perforaciones del paladar entre los incisivos y los molares) anchos y cortos y carece de vacuidades esfenopalatino que perforan la fosa mesopterigoidea, la brecha detrás del extremo del paladar. El animal es similar a otros miembros del género en el patrón de las arterias de la cabeza. El puntal alisfenoidea, una extensión de la médula alisfenoidea que separa dos forámenes (aberturas) en el cráneo (el foramen masticatoria-buccinador y la accessorium foramen oval) rara vez está presente; su presencia es más frecuente en E. nitidus. El proceso capsular, una elevación del hueso de la mandíbula (maxilar inferior) detrás del tercer molar, alberga el extremo posterior del incisivo inferior en la mayoría de Euryoryzomys, pero está ausente en E. emmonsae y E. macconnelli. Rasgos de los dientes son similares a los de E. nitidus y otros Euryoryzomys.
El cariotipo incluye 80 cromosomas con un total de 86 armas principales (2n = 80; FN = 86). El cromosoma X es subtelocéntrico (con un par de brazos largos y un par de brazos cortos) y el cromosoma Y es acrocéntrico (con sólo un par de brazos, o con un segundo par minutos). Entre los autosomas(cromosomas no sexuales), los cuatro metacéntricos y submetacéntricos (con dos pares de brazos, igual o casi igual de largos) metacéntricas o submetacéntricos pares de cromosomas son pequeños, y los 35 pares de cromosomas acrocéntricos van desde grandes a pequeños. Algunos de los que tienen un segundo par de brazos minutos y también podrían clasificarse como subtelocéntricos, lo que elevaría el FN a 90. Este cariotipo es similar a otros cariotipos conocidos de los miembros de Euryoryzomys.
En trece ejemplares medidos por Musser, la cabeza y la longitud del cuerpo entre 120 y 142 mm (4.7 a 5.6 pulgadas), longitud de la cola (sólo 12 ejemplares) 130-160 mm (5.1 a 6.3 pulgadas), longitud trasera del pie 32-35 mm (1.3 a 1.4 pulgadas), longitud de la oreja (tres especímenes solamente) 23-24 mm (0,91 y 0,94 pulgadas), y la masa corporal 46-78 g (1/6 a 2/8 oz).

## Distribución y ecología
La distribución conocida de Euryoryzomys emmonsae se limita a una parte de la selva amazónica al sur del río Amazonas, en el estado de Pará, entre los ríos Xingu y Tocantins, pero los límites de su área de distribución siguen siendo poco conocidos Ningún otro roedor muroide suramericano tiene una distribución similar. Musser y sus colegas los hallaron en tres lugares, Patton y otros agregaron un cuarto; en algunos de ellos coincide con E. macconnelli o Hylaeamys megacephalus.
Los especímenes de E. emmonsae para los que se dispone de datos detallados de hábitat fueron capturados en bosques de lianas, un microhábitat que incluye a menudo mucho bambú. Todos fueron capturados en el suelo, algunos en los matorrales de bambú y otro debajo de un tronco. Musser y sus colegas especularon que E. emmonsae puede ser trepador, pasar tiempo tanto en el suelo y la escalada en la vegetación, como la rata de arroz de cola larga Cerradomys subflavus.

## Estado de conservación
La IUCN enumera actualmente Euryoryzomys emmonsae con "Datos insuficientes" porque es tan poco conocida. Se puede ver amenazada por la deforestación y la tala de árboles, pero se produce en al menos un área protegida Floresta Nacional de Tapirape-Aquiri.